# Lâu đài Beaumaris
Lâu đài Beaumaris là một lâu đài nằm ở thị trấn cùng tên trên đảo Anglesey thuộc xứ Wales. Công trình được xây dựng như là một phần kế hoạch của vua Edward I nhằm chinh phục miền bắc xứ Wales sau năm 1282. Có lẽ việc xây dựng lâu đài lần đầu tiên được thực hiện vào năm 1284 nhưng đã bị trì hoãn do thiếu kinh phí và công việc chỉ bắt đầu vào năm 1295, sau cuộc nổi dậy của Madog ap Llywelyn. Một lực lượng lao động đáng kể đã được sử dụng trong những năm đầu tiên và được chỉ đạo bởi kiến trúc sư James Saint George. Việc xâm lược sớm Scotland của vua Edward khiến kinh phí xây dựng bị cắt giảm và buộc phải tạm dừng, và chỉ được bắt đầu lại vào năm 1306. Công đoạn cuối cùng để xây dựng tiêu tốn khoảng 1330 trên tổng kinh phí xây dựng 15.000 bảng Anh, một con số rất lớn trong thời gian này nhưng lâu đài vẫn chưa thực sự hoàn thiện.
Lâu đài Beaumaris bị chiếm đóng bởi lực lượng người Wales vào năm 1403, trong cuộc nổi loạn của Owain Glyndŵr, nhưng sau đó đã bị lực lượng hoàng gia chiếm lại vào năm 1405. Sau khi Nội chiến Anh bùng nổ vào năm 1642, lâu đài được canh giữ bởi lực lượng trung thành với Charles I, cho đến năm 1646 khi họ đầu hàng quân đội nghị viện. Mặc dù lâu đài là một phần của cuộc nổi dậy Bảo hoàng địa phương năm 1648 nhưng lâu đài đã thoát khỏi sự phá hủy và sau đó trở thành nơi đóng quân của Quốc hội. Cuối cùng, khu vực xung quanh lâu đài vẫn trở thành đống đổ nát vào năm 1660, và sau đó là một phần của địa điểm trang nghiêm địa phương, một công viên lịch sử vào thế kỷ 19. Thế kỷ 21, lâu đài đổ nát được quản lý bởi Cadw, và là một địa điểm thu hút khách du lịch ở Wales.
Sử gia Arnold Joseph Taylor mô tả lâu đài như là "ví dụ hoàn hảo nhất của việc lập kế hoạch đồng tâm đối xứng". Pháo đài được xây dựng bằng đá địa phương bố trí theo hai lớp. Lớp ngoài được canh gác bởi 12 tháp canh nhỏ và 2 chòi cổng, bao quanh là một con hào. Lớp trong lớn và cao hơn so với lớp thành thứ nhất. Tại đây bố trí hai chòi cổng khổng lồ hình chữ D và 6 tháp canh lớn bố trí đối xưng hai bên. Bên trong hai lớp tường thành là khu vực được thiết kế để xây dựng các tòa nhà, có thể cung cấp chỗ ở cho hai đại gia đình. Cổng phía nam có thể tiếp cận được bằng tàu, cho phép cung cấp những thứ cần thiết bằng đường thủy. UNESCO đánh giá lâu đài là "một trong những ví dụ tốt nhất cuối thế kỷ 13 đầu 14 về kiến trúc quân sự ở châu Âu" và nó đã trở thành một phần của Di sản thế giới Các lâu đài và tường thành thời vua Edward I tại Gwynedd được công nhận vào năm 1986.

## Lịch sử

### Thế kỷ 13-14
Các vị vua của nước Anh và các hoàng tử xứ Wales đã giành giật quyền kiểm soát Bắc Wales kể từ những năm 1070, và các cuộc xung đột mới trong thế kỷ 13 dẫn đến việc can thiệp lần thứ hai của vua Edward I ở Bắc Wales vào năm 1282. Edward xâm lược với một đội quân rất hùng hậu, tiến về phía bắc từ Carmarthen, phía tây từ Montgomery và Chester. Ông quyết chiếm giữ Bắc Wales vĩnh viễn và các quy định về việc cai trị đã được soạn thảo trong Điều lệ của xứ Wales ban hành ngày 3 tháng 3 năm 1284. Điều lệ được ban hành từ Lâu đài Rhuddlan với việc chia Bắc Wales thành các quận Caernarfon, Merioneth, Anglesey và Flint. Thị trấn mới và các lâu đài phòng thủ đã được thành lập tại Caernarfon và Harlech tại hai quận mới (Caernarfon và Merioneth) và một lâu đài với thành lũy bao quanh được xây dựng tại Conwy. Kế hoạch có khả thi được thực hiện để thiết lập một lâu đài tương tự và khu định cư gần thị trấn Llanfaes ở Anglesey. Llanfaes là một quận giàu có ở xứ Wales và cũng là quận có số dân đông nhất, một thương cảng quan trọng nằm trên tuyến đường từ Bắc Wales tới Ireland. Chi phí được xác định là lớn hơn so với những lâu đài khác và kế hoạch Llanfaes đã phải hoãn lại.

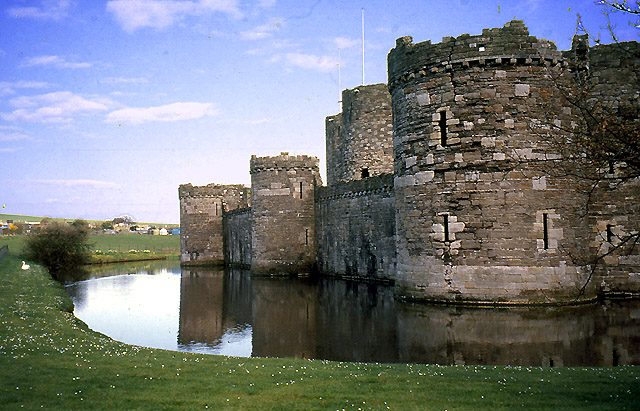
Các bức tường phía tây bắc và con hào bao quanh.

Năm 1294, cuộc nổi loạn của Madog ap Llywelyn chống lại chế độ Anh. Các cuộc đấu tranh đẫm máu và trong số thương vong có cả Roger de Pulesdon, quận trưởng của Anglesey. Edward đàn áp các cuộc nổi loạn trong mùa đông năm đó và đã lấy lại được Anglesey vào tháng 4 năm 1295. Ông ngay lập tức hoãn kế hoạch xâm chiếm để củng cố khu vực. Địa điểm được chọn được gọi là Beaumaris có nghĩa là "đầm lầy sạch", cái tên xuất phát từ Norman-Pháp là Beau Mareys, và trong tiếng La-tinh lâu đài được gọi là Bello Marisco. Vị trí lâu đài nằm cách khoảng 1 dặm (1,6 km) từ Llanfaes và quyết định đã được thực hiện với việc di rời những người dân xứ Wales ở Llanfaes về phía tây nam khoảng 12 dặm (19 km). Nơi định cư mới có tên là Newborough đã được thành lập. Việc di rời những người Wales đã mở đường cho việc xây dựng một khu định cư người Anh thịnh vượng, được bảo vệ bởi một lâu đài.
Lâu đài được bố trí ở góc của thị trấn, sau kế hoạch tương tự tại thị trấn Conwy. Công việc bắt đầu vào mùa hè năm 1295 với sự chỉ đạo giám sát bởi James Saint George. James được mệnh danh là bậc thầy về các tác phẩm của nhà vua ở Wales, phản ánh trách nhiệm của ông trong việc thiết kế và cho thi công. Từ năm 1295 trở đi, lâu đài Beaumaris trở thành nhiệm vụ quan trọng chính của ông, và ông được trao danh hiệu Magister operacionum de Bello Marisco Công trình được ghi chép lại khá đáng kể trong các ống cuộn, và các hồ sơ về chi tiêu kinh phí hoàng gia Trung Cổ, kết quả là việc xây dựng trong giai đoạn này tương đối dễ hiểu.

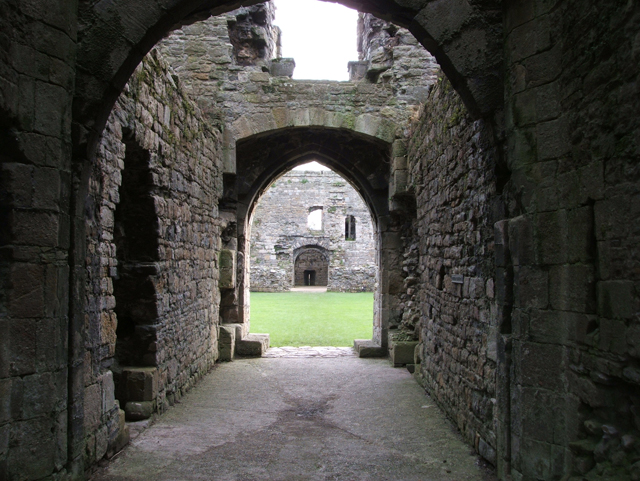
Lối vào qua chòi cổng phía nam.

Khối lượng lớn công việc được tiến hành ngay trong mùa hè đầu tiên, với trung bình khoảng 1.800 công nhâm, 450 thợ đẽo gọt đá, 375 thợ khai thác đá. Mỗi tuần chi phí nhân công tốn 270 bảng khiến dự án nhanh chóng thiếu hụt kinh phí, buộc chính phủ phải chi trả bằng da thuộc thay vì trả tiền đúc thông thường. Trung tâm lâu đài được lấp đầy bởi những túp lều tạm bợ cho những công nhân trong mùa đông. Mùa xuân năm sau, James đã trình bày với vua Edward về một số khó khăn cùng việc chi phí cao của công trình.
Việc xây dựng bị trì trệ vào năm 1296, mặc dù công việc vẫn được tiến hành hơn một năm sau đó thông qua các khoản nợ và dừng lại với việc 11.000 bảng đã bỏ ra. Việc dừng chủ yếu là do kết quả của một cuộc chiến tranh mới của vua Edward ở Scotland và kinh phí đã phải dồn cho cuộc chiến. Vì vậy, lâu đài chỉ có một phần đã được hoàn chỉnh, đó là các bức tường bên trong và các tháp canh trừ một phần nhỏ về chiều cao chưa đủ của tháp canh ở phía bắc và tây bắc, trong khi hoàn toàn chưa có lớp phòng thủ bên ngoài. Năm 1306, Edward lo sợ về một cuộc xâm lược của người Scotland có thể vào Bắc Wales, trong khi lâu đài Beaumaris vẫn chưa được hoàn thành và đang xuống cấp. Công việc xây dựng đã được tiếp tục để hoàn thành lớp phòng thủ bên ngoài, dưới sự chỉ đạo của James và sau khi ông qua đời vào năm 1209 thì người đảm nhiệm là Nicolas de Derneford. Công việc cuối cùng cũng dừng vào năm 1330, nhưng lâu đài vẫn chưa có độ cao như dự kiến, và dự án đã tiêu tốn 15.000 bảng, một khoản tiền khổng lồ vào thời kỳ đó. Một cuộc khảo sát hoàng gia năm 1343 cho thấy, cần ít nhất là 684 bảng để hoàn thành lâu đài, nhưng điều này đã không bao giờ xảy ra.

### Thế kỷ 15-21

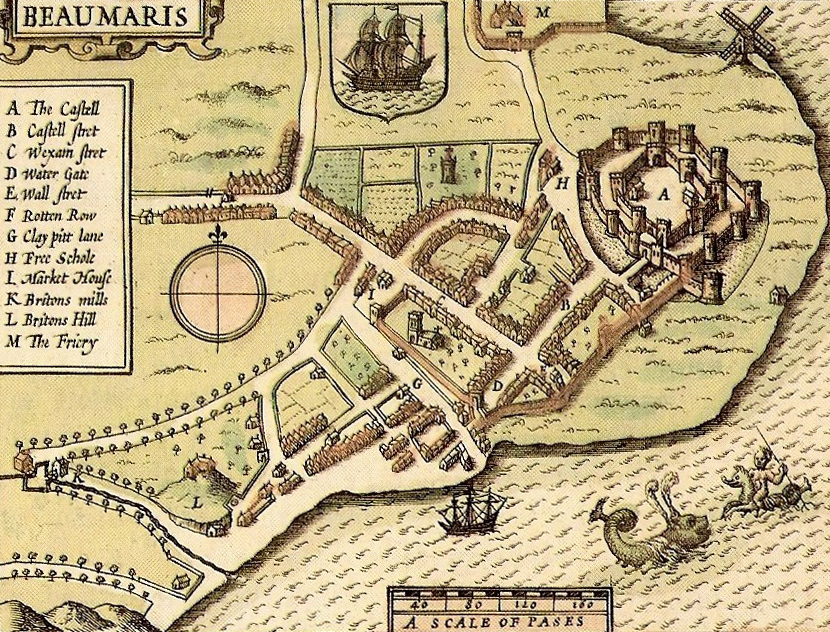
Bản đồ của John Speed cho thấy vị trí lâu đài và thị trấn liền kề vào năm 1610.

Năm 1400, một cuộc nổi dậy nổ ra ở Bắc Wales chống lại chế độ Anh, dẫn đầu bởi Owain Glyndŵr. Lâu đài Beaumaris bị bao vây và sau đó bị phiến quân chiếm giữ vào năm 1403, sau đó được quân đội hoàng gia chiếm lại vào năm 1405. Lâu đài sau đó bị xuống cấp và hư hại và đến năm 1534 khi Roland de Velville giám sát lâu đài thì một trận mưa khiến nước rò rỉ vào hầu hết tất cả các phòng của lâu đài. Năm 1539, một báo cáo phản ánh rằng, họ chỉ được bảo vệ trong lâu đài có một kho vũ khí với 8 hoặc 10 khẩu súng, 40 cây cung mà theo Richard Bulkeley, người giám sát mới của lâu đài cho rằng, hoàn toàn không đủ để bảo vệ lâu đài chống lại một cuộc tấn công của Scotland có thể xảy ra. Vấn đề trở nên tồi tệ và lâu đài được coi là hoàn toản đổ nát vào năm 1609.
Cuộc Nội chiến Anh nổ ra năm 1642 giữa Bảo hoàng Anh ủng hộ vua Charles I với những người theo Quốc hội dài hạn được gọi là những "kẻ đầu tròn"(roundheads). Lâu đài Beaumaris trở thành nơi có vị trí chiến lược trong chiến tranh vì nó kiểm soát một phần của tuyến đường giữa các vùng đất kiểm soát của nhà vua ở Ireland và với vùng lãnh thổ ở Anh. Thomas Bulkeley và gia tộc của ông đã tham gia vào việc quản lý lâu đài trong nhiều thế kỷ, tổ chức lại Beaumaris giúp nhà vua và có thể là đã chi 3.000 bảng để cải thiện hệ thống phòng thủ. Nhưng vào năm 1646, quân đội của Quốc hội đã đánh bại đã đánh bại quân hoàng gia và lâu đài đã đầu hàng vào tháng 6 năm đó theo lệnh của đại tá Richard Bulkeley. Anglesey đã nổi dậy chống lại Quốc hội một lần nữa vào năm 1648, và đã tái chiếm được Beaumaris trong một thời gian ngắn bởi lực lượng Bảo hoàng, nhưng đã bị chiếm lại vào tháng 10 năm đó.
Sau chiến tranh, lâu đài đã bị hủy hoại và hư hại nhiều khiến nó bị đặt ngoài mục đích quân sự, nhưng Quốc hội đã lo ngại về một mối đe dọa tới từ cuộc xâm chiếm của Bảo hoàng từ Scotland và lâu đài đã được cần tới. Đại tá John Jones trở thành thống lĩnh lâu đài và một đơn vị đồn trú đã được xây dựng tại đây với chi phí 1.703 bảng mỗi năm. Khi Charles II lên ngôi vua vào năm 1660 và khôi phục cho gia tộc Bulkeley như là đốc quân của lâu đài và Beaumaris đã bị tước bỏ những giá trị chính của nó và những nguồn lực còn sót lại, bao gồm cả những nơi trú ngụ.
Thomas Bulkeley là người đã mua lại lâu đài từ nhà vua vào năm 1807 với giá 735 bảng, tích hợp nó vào công viên cảnh quan bao quanh của ông, Baron Hill. Đến thời điểm đó thì lâu đài đã trở thành một địa điểm hấp dẫn ở Bắc Wales cho những họa sĩ và khách du lịch. Lâu đài được xem là di tích kiến trúc lãng mạn. Mặc dù không phổ biến như nhiều địa danh khác trong khu vực nhưng lâu đài Beaumaris đã hình thành một phần của xu hướng này, lâu đài đã được Nữ hoàng tương lai Victoria viếng thăm vào năm 1832 trong lễ hội Eisteddfod và đã được họa sĩ JMW Turner vẽ lại vào năm 1835. Một số lượng đá của lâu đài có thể đã được tái sử dụng vào năm 1829 để xây dựng nhà tù Beaumaris gần đó.
Năm 1925, Richard Williams-Bulkeley đã trao Beaumaris cho Ủy viên của Văn phòng Công trình, những người sau đó đã thực hiện chương trình phục hồi quy mô lớn như là dỡ bỏ thảm thực vật leo, cải tạo những con hào và sửa chữa các công sự đá. Năm 1950, lâu đài được cơ quan chức năng công nhận là một trong những lâu đài của Edward thời Trung Cổ nổi bật nhất ở xứ Wales và được bảo vệ như là một Tòa nhà được liệt kê nhóm I - bậc cao nhất của danh sách bảo vệ các tòa nhà đặc biệt, mang tính quốc gia và có tầm quan trọng.
Lâu đài Beaumaris sau đó đã được tuyên bố là một phần của Các lâu đài và tường thành thời vua Edward I tại Gwynedd được công nhận là Di sản thế giới vào năm 1986. UNESCO đã đánh giá nó như là một trong những ví dụ tốt nhất cuối thế kỷ 13 đầu 14 về kiến trúc quân sự ở châu Âu. Trong thế kỷ 21, lâu đài được quản lý bởi Cadw, một cơ quan của Chính phủ Wales quản lý các di tích lịch sử và lâu đài trở thành một địa điểm hấp dẫn khách du lịch, với khoảng 75.000 du khách ghé thăm trong năm tài chính 2007-08. Nhưng nó cũng đòi hỏi việc sửa chữa và bảo trì tốn kém, với 58.000 bảng đã chi ra trong năm 2002-03.

## Kiến trúc

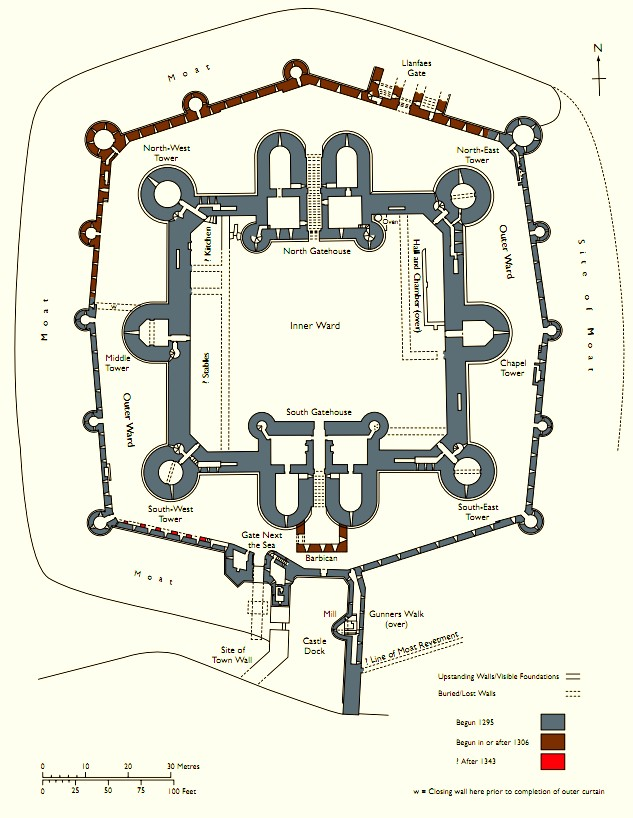
Bản vẽ của lâu đài.

Lâu đài đã không bao giờ được hoàn thiện đầy đủ nhưng nếu nó hoàn thiên thì có lẽ nó giống với lâu đài Harlech. Cả hai lâu đài đều có kiến trúc đồng tâm với những bức tường trong các bức tường, mặc dù bản vẽ của lâu đài Beaumaris là hoàn mỹ hơn. Sử gia Arnold Taylor mô tả Beaumaris là "ví dụ hoàn hảo nhất của việc thiết lập công trình đồng tâm đối xứng" của nước Anh và trong nhiều năm lâu đài được coi là đỉnh cao của kỹ thuật quân sự trong suốt triều đại Edward I. Nhiều người cho rằng, Beaumaris mang nhiều tính chất của một cung điện hoàng gia và biểu tượng của quyền lực của nước Anh hơn là một pháo đài phòng thủ đơn giản. Tuy nhiên, lâu đài được ca ngợi bởi UNESCO công nhận là một "thành tựu nghệ thuật độc đáo" về cách thức, là sự kết hợp "cấu trúc tường đôi đặc trưng thế kỷ 13 với một thiêt kế đồng tâm đối xứng ở giữa", vẻ đẹp cân xứng được xây dựng bằng đá.
Lâu đài được xây dựng không cao lắm so với mực nước biển, nó nằm trên khu vực trầm tích và sét lẫn sỏi tạo thành bờ biển địa phương, trong khi nguyên liệu được xây dựng là đá địa phương của Anglesey khai thác trong khu vực bán kính 10 dặm (16 km) từ lâu đài. Một số loại đá khác được lấy từ khu vực bờ biển, chẳng hạn như mỏ đá vôi tại Penmon. Công trình là sự hỗn hợp của các loại đá vôi, sa thạch và đá phiến xanh, được sử dụng một cách ngẫu nhiên để xây dựng lên các tháp canh và tường thành. Việc sử dụng đá phiến đã dừng lại sau khi công tác xây dựng lâu đài tạm dừng vào năm 1298 và các bức tường đã được hạn chế độ cao đến mức tối đa.
Thiết kế của Beaumaris bao gồm hai lớp thành và được bao quanh bởi một con hào bên ngoài, ngày nay một phần của con hào đã được lấp đầy. Lối vào chính của lâu đài là một cổng dẫn ra biển, bên cạnh là một bến tàu phụ thuộc vào nước triều cho phép nó có thể được cung cấp các loại hàng hóa bằng đường biển. Bến tàu được bảo vệ bởi một bức tường được đặt tên là Gunners Walk và khu vực phía trên có thể được đặt một vũ khí công thành Trebuchet thời Trung Cổ. Cổng dẫn ra biển là một tiền đồn kiên cố, được ngăn cách bởi một cây cầu và được bảo vệ bởi những lỗ châu mai, lỗ giết người trên nóc.
Lớp tường thành bên ngoài được tạo thành từ 8 bức tường nối với 12 tháp canh bao quanh. Hệ thống phòng thủ ban đầu được bố trí với khoảng 300 vị trí bắn tên của cung thủ, trong đó có 164 lỗ châu mai, mặc dù 64 lỗ nằm gần mặt đất đã bị lấp để ngăn chặn những kẻ tấn công khai thác vị trí này hoặc là trong cuộc nội chiến.
Bức tường bên trong có độ lớn đáng kể hơn so với bên ngoài, với chiều cao khoảng 11 mét và dày 4,7 mét. Tại đây được bố trí các tháp canh lớn hơn và hai chòi cổng cũng lớn hơn cùng một khu vực rộng 0,75 mẫu Anh bên trong. Bên trong các bức tường này dự định để bố trí các phòng ở cùng các tòa nhà khác được bố trí dọc theo phía đông và tây của bức tường. Một số lò sưởi của các phòng vẫn còn có thể dễ dàng được nhìn thấy bên trong công trình đá.